# Скытев, Сергей Сергеевич
Сергей Сергеевич Скытев (1906—193х) — советский оператор-постановщик и сценарист, ученик В. К. Туркина и В. Б. Шкловского.

## Биография
Родился в 1906 году. В 1924 году поступил на сценарный факультет ВГИКа, который он окончил в 1929 году, администрация оставила дипломированного специалиста у себя и тот работал на кафедре сценароведения вместе со своими преподавателями В. К. Туркиным и В. Б. Шкловским. Написал ряд сценариев к кинематографу, однако экранизировать удалось только два, при этом один фильм он ещё снял в качестве оператора-постановщика.
Скорпостижно скончался в середине 1930-х годов.

## Фильмография

### Сценарист
- 1930 — Враг на пути + оператор-постановщик
- 1932 — Солнце восходит на западе